# Aleksandr Sal'nikov
Aleksandr Petrovič Sal'nikov (in russo Александр Петрович Сальников?, in ucraino Олександр Петрович Сальников?, Oleksandr Petrovyč Sal'nykov; Sebastopoli, 3 luglio 1949 – Kiev, 17 novembre 2017) è stato un cestista sovietico.

## Carriera
Con l'Unione Sovietica disputò due edizioni dei Giochi olimpici (Montréal 1976, Mosca 1980), due dei Campionati mondiali (1974, 1978) e quattro dei Campionati europei (1975, 1977, 1979, 1981).

## Palmarès
- FIBA World Cup All-Tournament Teams: 1

1974